# Alberto Methol Ferré
Alberto René Methol Ferré (Montevideo, 31 de marzo de 1929 - 15 de noviembre de 2009) fue un escritor, periodista, docente de historia y filosofía, historiador, filósofo y teólogo uruguayo. Como teólogo fue uno de los principales desarrolladores de la teología del pueblo. Es considerado uno de los intelectuales Hispanoamericanos más fecundos por su producción y más originales por su pensamiento.

## Biografía
Nació en Montevideo en el año 1929. Cursó sus primeros estudios en el Liceo Francés de Montevideo. Estudió Derecho y Filosofía en la Universidad de la República.
Fue profesor de Historia de América Latina, de Historia Contemporánea y Teoría de la Historia en la Universidad Católica, la Universidad de Montevideo y en el Instituto Artigas de Servicio Exterior. Fundador y coordinador de la revista uruguaya Nexo (1955-1958, 1983-1989), también integró el comité de redacción de la revista Víspera entre 1967 y 1975.
Tuvo un pasaje muy dinámico por el mundo del pensamiento y de la vida política uruguaya. Formó parte de las filas de Luis Alberto de Herrera; fue asesor del movimiento ruralista de Benito Nardone; en los años 1960 fue integrante del partido político de izquierda Unión Popular liderado por Enrique Erro. También integró en 1971 el grupo de asesores del general Líber Seregni, cuando la fundación del Frente Amplio. 
Fue un peronista uruguayo, enamorado de la visión geopolítica de Juan Domingo Perón.

"Para mí este ha sido uno de los temas esenciales, si no el esencial de mi vida intelectual y personal. Y tengo un vínculo personal con un discurso de Perón del año 1953 que definió todas mis perspectivas político-intelectuales. Por eso para mí el tema de la integración no es una mera reflexión académica, sino que involucra mi percepción y mi comprensión de mi propio país. En el fondo uno es hijo de sus primeros amores; los primeros amores no se dejan nunca y en la vida política, ocurre lo mismo. Mis primeros amores fueron dos: el Dr. Luis Alberto Herrera en Uruguay y el Coronel Juan Domingo Perón en la Argentina, allí por el año 1945 cuando me empezaba a asomar a la vida pública. Y fue allí donde comencé el aprendizaje de la historia rioplatense, más que del Uruguay solo o de la Argentina sola.

Entre 1975 y 1992 integró el equipo de reflexión pastoral del Consejo Episcopal Latinoamericano (CELAM), ocupando la secretaría de su Departamento de Laicos e implementó los cursos de Historia de la Iglesia Católica en América Latina en su Instituto Pastoral entre 1977 y 1982 en Medellín y en Bogotá (Colombia). Fue también miembro del Pontificio Consejo para los Laicos entre 1980 y 1984
El origen de Methol no es católico. Su padre era agnóstico y tal vez por esta razón fue que el historiador uruguayo recién haya tenido su conversión en los primeros años de la postguerra, cuando tenía 19 años. Su verdadera iniciación intelectual la hizo de la mano de la generación del 98. Sus primeras lecturas fueron de autores españoles que conformaran su personalidad intelectual, como José Ortega y Gasset. Desde adolescente se despertó en él la pasión por la filosofía, la historia y la política. 
Durante varias décadas fue funcionario de la Administración Nacional de Puertos en Uruguay, hasta su destitución cuando el golpe de Estado de 1973. Methol ha brindado conferencias sobre Historia de la Iglesia e Integración latinoamericana en múltiples auditorios de América y Europa.
Fue condecorado por el Estado argentino con la Orden de Mayo al Mérito en grado de Comendador.
Falleció en Montevideo en noviembre de 2009.
En la actualidad, se considera que ha sido influyente en el pensamiento del papa Francisco.

## Familia
Casado con Belén Sastre, tuvo tres hijos: Marcos, Lucas y Pedro.

## Obras
- La Crisis del Uruguay y el Imperio Británico (Editorial A. Peña Lillo, Buenos Aires, Argentina. 1959)
- El Uruguay como problema (Editorial Diálogo, Montevideo, Uruguay. 1967)
- La Conquista Espiritual (Enciclopedia Uruguaya, N.º 5, Editores Unidos y Arca, Montevideo, Uruguay. 1968)
- Las Corrientes Religiosas (Colección Nuestra Tierra, N.º 35, Nuestra Tierra, Montevideo, Uruguay. 1969)
- Il Risorgimento Cattolico Latinoamericano
- Perón y la alianza argentino-brasileña (2000)
- La América Latina del siglo XXI (Entrevista realizada por el periodista y escritor italiano Alver Metalli. Publicada por Edhasa, marzo. 2006)
- Los estados continentales y el Mercosur (Ed. HUM, 2013 -póstuma-)